# Odontaster mediterraneus
Odontaster mediterraneus är en sjöstjärneart som först beskrevs av Marenzeller 1893.  Odontaster mediterraneus ingår i släktet Odontaster och familjen Odontasteridae. Inga underarter finns listade i Catalogue of Life.